# Erik Weispfennig
Erik Weispfennig (* 13. August 1969 in Iserlohn) ist ein ehemaliger deutscher Radrennfahrer.

## Radsport-Karriere
1989 wurde Erik Weispfennig erstmals deutscher Meister, als er gemeinsam mit Stefan Steinweg den Amateur-Titel im Zweier-Mannschaftsfahren errang. Er war vorwiegend als Bahnradsportler tätig, insbesondere bei Sechstagerennen, von denen er 84 bestritt. Als Amateur startete er für den Verein BRC Opel Schüler Berlin.
In seiner aktiven Laufbahn, die bereits 1977 begann, war Erik Weispfennig im Jahr 2000 Weltmeister im Madison, zusammen mit Stefan Steinweg (die ersten deutschen Weltmeister in dieser Disziplin), zweimal Vizeweltmeister mit dem Bahn-Vierer, fünfmal Weltcup-Sieger und sechsmal Deutscher Meister. Zweimal wurde Weispfennig auch Internationaler australischer Meister, einmal gemeinsam mit Steinweg, ein weiteres Mal mit Lars Teutenberg.

## Berufliches
Ab 2006 an war Weispfennig Sportlicher Leiter beim Team Sparkasse (später Team Nutrixxion) sowie Veranstalter der „Sixdaysnight“ in Oberhausen/Baden. Ab 2011 beriet er den deutschen Rennstall UCI Continental Team NSP im Marketing-Bereich. Seit 2012 ist er als Sportlicher Leiter des Bremer Sechstagerennens tätig. Darüber hinaus betreibt er zwei „Coffee Shops“ (Stand 2010). Seit 2011 ist er Technischer Delegierter des Weltradsportverbandes UCI.
Im April 2019 wurde Erik Weispfennig in der Nachfolge von Udo Sprenger neuer Vizepräsident des Bundes Deutscher Radfahrer für den Bereich Vertragssport. Im Februar 2021 trat er aus persönlichen Gründen von diesem Amt zurück.

## Erfolge

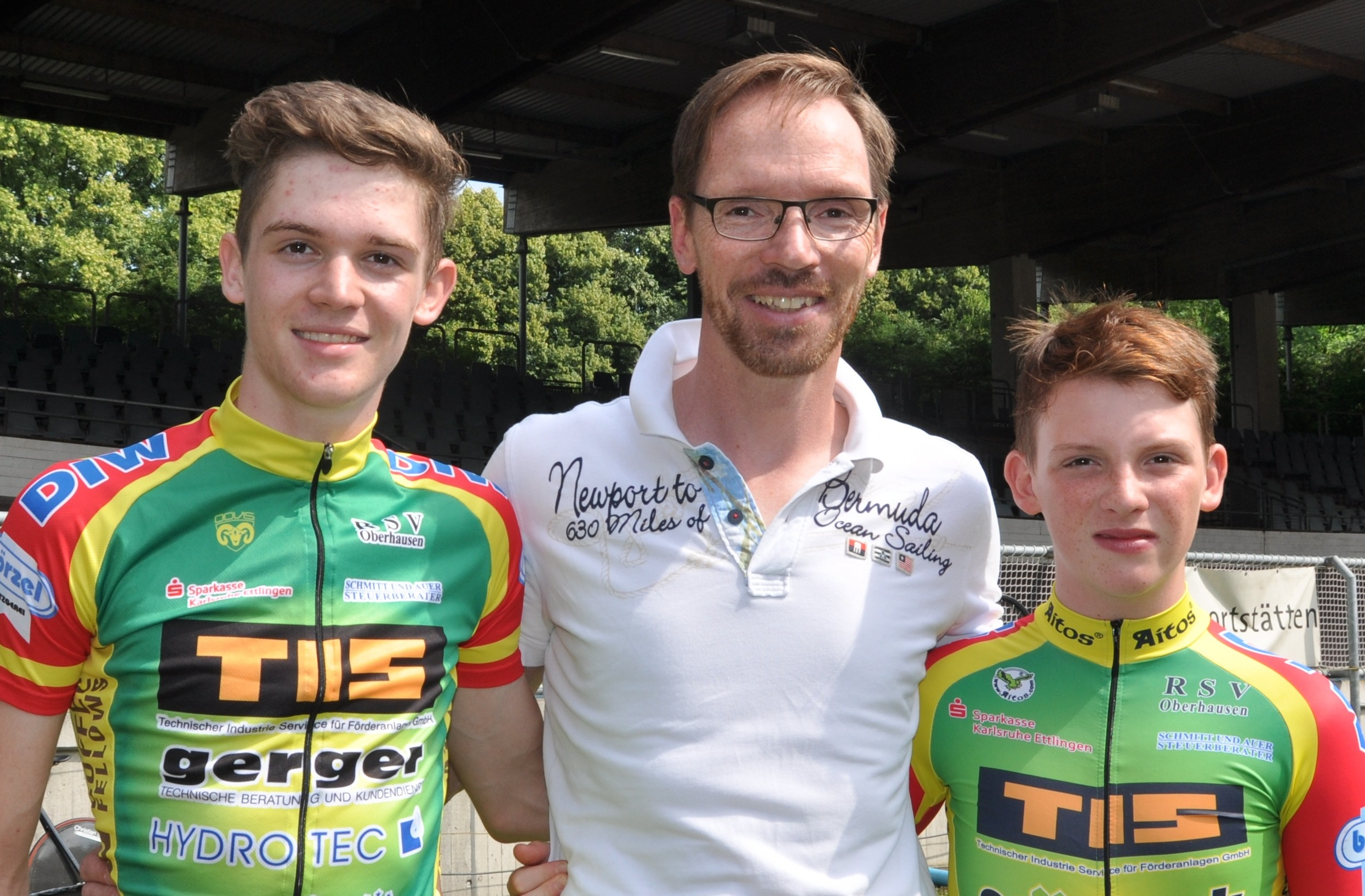
Erik Weispfennig mit seinen Söhnen Nils (l.) und Tim, die ebenfalls als Radsportler aktiv sind (2016).

### Bahn
1989
- Deutscher Amateur-Meister – Zweier-Mannschaftsfahren (mit Stefan Steinweg)

1990
- Weltmeisterschaft (Amateure) – Mannschaftsverfolgung (mit Andreas Walzer, Stefan Steinweg und Michael Glöckner)

1993
- Deutscher Meister – Mannschaftsverfolgung (mit Lars Teutenberg, Guido Fulst und Stefan Steinweg)

2000
- Weltmeister – Zweier-Mannschaftsfahren (mit Stefan Steinweg)